# كارلوس غاليينا
كارلوس غاليينا (بالإسبانية: Carlos Galeana)‏ هو لاعب كرة قدم مكسيكي في مركز الدفاع، ولد في 21 ديسمبر 1989 في مدينة لازارو كارديناس في المكسيك. لعب مع نادي ديبورتيفو تولوكا ونادي سيلايا.